# Tadeusz Kowalczyk (1952–1997)
Tadeusz Kowalczyk (ur. 3 czerwca 1952 w Krogulczy Suchej, zm. 19 lipca 1997) – polski polityk, przedsiębiorca, poseł na Sejm I i II kadencji.

## Życiorys
Ukończył w 1971 liceum ogólnokształcące w Radomiu, uzyskał następnie absolutorium na Uniwersytecie Marii Curie-Skłodowskiej w Lublinie. W 1980 wstąpił do „Solidarności”. Pracował w przedsiębiorstwie projektowym, od 1990 prowadził własną działalność gospodarczą. Był jednym z założycieli Porozumienia Centrum i przewodniczącym struktur tej partii w województwie radomskim. Z listy Porozumienia Obywatelskiego Centrum pełnił funkcję posła I kadencji. W trakcie kadencji opuścił PC, w 1993 uzyskał mandat poselski na Sejm II kadencji z ramienia Bezpartyjnego Bloku Wspierania Reform. Po rozpadzie BBWR współtworzył Partię Republikanie. Później należał do Nowej Polski i Federacyjnego Klubu Parlamentarnego na rzecz AWS.
Zginął w wypadku drogowym 19 lipca 1997.